# Viktor Ponedelnik
Viktor Vladimirovici Ponedelnik (în rusă Виктор Владимирович Понедельник, n. 22 mai 1937, Rostov-pe-Don - d. 5 decembrie 2020, Moscova) a fost un jucător de fotbal sovietic, considerat unul dintre cei mai buni atacanți din istoria fotbalului sovietic. A câștigat Campionatul European din 1960 cu echipa națională de fotbal a Uniunii Sovietice, marcând golul victoriei.

## Cariera
Ponedelnik a început să joace fotbal pentru echipa locală Rostselmash, în 1956. În 1958 s-a transferat la SKA Rostov-pe-Don și a fost convocat la echipa națională a Uniunii Sovietice. La Campionatul European din 1960, singurul turneu final câștigat vreodată de Uniunea Sovietică, Ponedelnik a marcat cu capul golul victoriei în prelungirile din finală împotriva Iugoslaviei. Ponedelnik s-a retras în 1966 după ce a luat în greutate și a suferit o intervenție chirurgicală pentru o apendicită. A marcat 20 de goluri (în conformitate cu unele statistici 21) în 29 de meciuri pentru țara sa.
În anii următori, Ponedelnik a lucrat ca antrenor, jurnalist sportiv, editor al unei publicații sportive și consilier al președintelui Federației Ruse. A primit numeroase premii pentru contribuția sa la sportul sovietic și rusesc. Este căsătorit și are trei copii și patru nepoți.
În Rostov-pe-Don pe stadionul Olimp-2, 28 august 2015, se află un monument prin care este reprezentat un Ponedelnik tânăr ținând cupa în mâinile sale.
- Ordinul pentru serviciile aduse regiunii Rostov: 2013[6]